# Chomu
Chomu é uma cidade e um município no distrito de Jaipur, no estado indiano de Rajastão.

## Demografia
Segundo o censo de 2001, Chomu tinha uma população de 50,717 habitantes. Os indivíduos do sexo masculino constituem 53% da população e os do sexo feminino 47%. Chomu tem uma taxa de literacia de 63%, superior à média nacional de 59.5%; a literacia no sexo masculino é de 75% e no sexo feminino é de 49%. 17% da população está abaixo dos 6 anos de idade.